# Jersín
Obec Jersín (v místním nářečí Jersejn, německy Jersein) se nachází v okrese Jihlava v Kraji Vysočina. Jersín leží na řece Balince. Žije zde 184 obyvatel.

## Název
Jméno vesnice bylo odvozeno od osobního jména Jersa, jehož starší tvar Jarsa byl domáckou podobou některého jména začínajícího na Jar- (např. Jaromír, Jarohněv, Jaroslav). Význam místního jména byl "Jersův majetek". Podoba jména v písemných pramenech (J často zapisováno pomocí G): Gersyn (1556), Jersenii (1662), Gerszein (1679), Gerssein (1718), Jersein (1751), Jersein a Gersegn (1846), Jersein a Jeřín (1872), Jersein a Jersín (1915).

## Historie

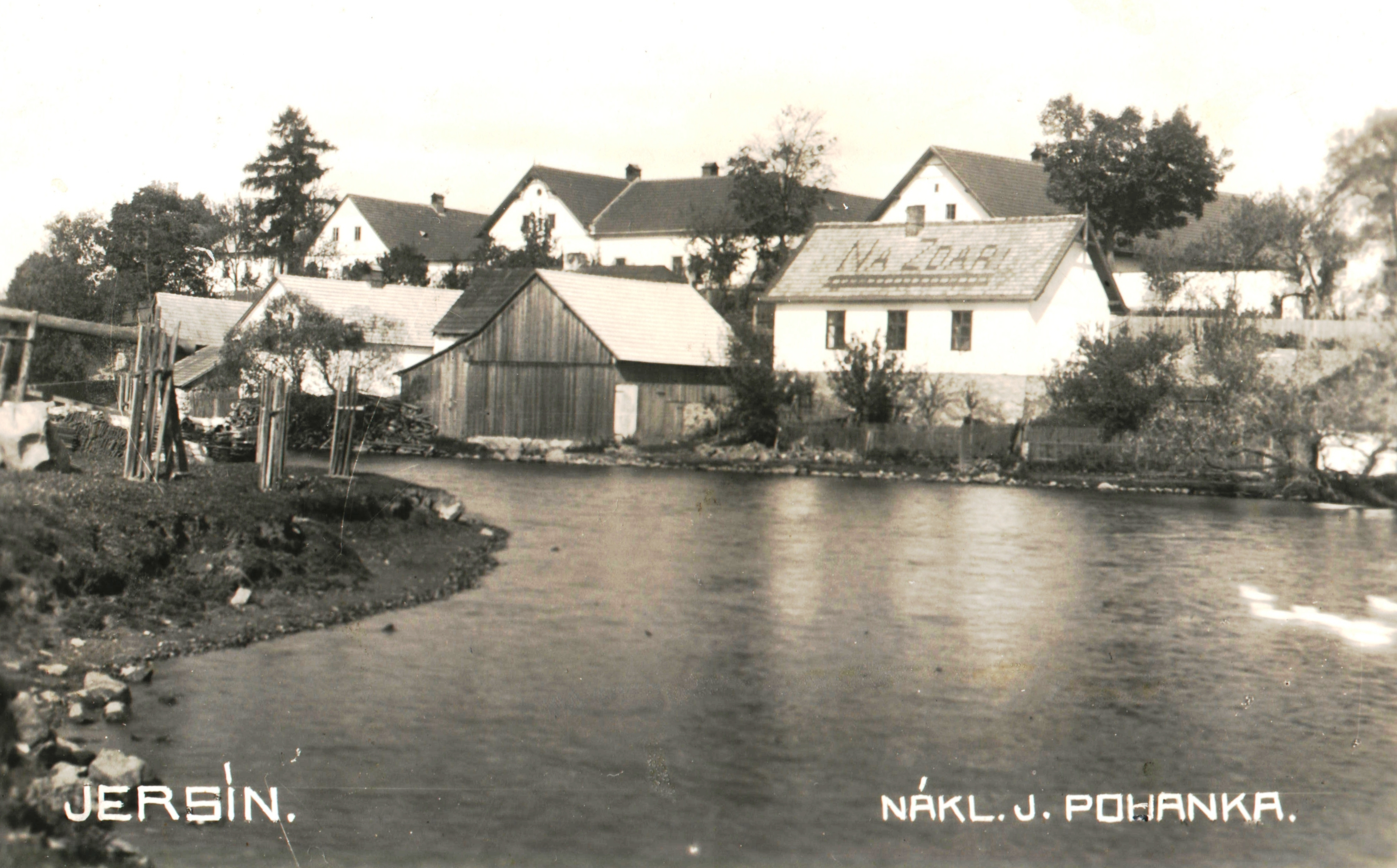
Jersínská náves po první světové válce

Jersín vznikl přibližně v II. polovině 13. století podobně jako ostatní obce díky osidlování kraje benediktinským klášterem z Třebíče. Dle písemně nepodložené historie se k roku 1298 uvádí Jersín jako jedna z osad určených pro zakládání proboštství v Měříně. První písemná zmínka o obci Jersín pochází z roku 1453, kdy byla jako součást měřínského proboštství zastavena třebíčským opatem Trojanem Jinochovi z Měřína. Ten však již roku 1454 přenechal zástavu meziříčskému měšťanovi Václavu Rohanovi a z něho přešel zástavní list v roce 1470 na Maška z Meziříčí. V roce 1481 získal měřínské proboštství Jan Meziříčský z Lomnice. Jihlavskými smlouvami z roku 1486 bylo rozhodnuto o navrácení měřínských statků třebíčskému klášteru, ale již v roce 1491 zastavil Vladislav Jagellonský měřínské proboštství Vilémovi z Pernštejna. V roce 1515 připadlo proboštství jeho synovi Janovi z Pernštejna, který je roku 1536 postoupil Janu Jetřichovi z Boskovic. Brzy však získal proboštství zpět a toto si podržel až do své smrti dne 8. září 1548. V roce 1556 tu vystavěli zákupní rychtu, kterou vrchnost proměnila ve dvůr a v provozu tu byl i mlýn, a Ferdinand I. dal proboštství v alod Vratislavovi z Pernštejna, který je v roce 1557 přenechal Janu Stráneckému ze Stránce. Roku 1559 získal měřínské zboží Jan Chroustenský z Malovar a po něm, v roce 1585, jeho syn Jan. Ten v roce 1597 odkázal měřínské zboží a nabyté rudolecké panství svému synovci Janu Rafaelovi Chroustenskému, který se stal jeho posledním českým majitelem. V roce 1621 bylo panství Janu Rafaelovi Chroustenskému konfiskováno a následně za 68 000 zlatých prodáno Rombaldovi, hraběti Collalto. V roce 1872 zde byla založena škola. Roku 1875 se Jersín osamostatnil, v letech 1850–1875 spadal jako osada pod obec Černá v okrese Velké Meziříčí, kam poté spadal až do roku 1950, kdy se stal součástí okresu Jihlava-okolí. Od roku 1961 spadá pod okres Jihlava.

## Přírodní poměry
Jersín leží v okrese Jihlava v Kraji Vysočina. Nachází se 13 km jižně od Bohdalova, 3 km západně od Černé, 5 km severozápadně od Měřína, 17 km severovýchodně od krajské Jihlavy, 5 km východně od Nadějova, 12 km jihovýchodně od Polné a 2 km jižně od Arnolce. Geomorfologicky je oblast součástí Křižanovské vrchoviny a jejího podcelku Bítešská vrchovina, v jejíž rámci spadá pod geomorfologický okrsek Měřínská kotlina. Průměrná nadmořská výška činí 520 metrů. Obcí protéká řeka Balinka, jižní částí katastru pak Koutecký potok. V obci se rozkládají dva rybníky Dolní Jára a Horní Jára, Nový rybník se nachází 2 km severovýchodně od obce. V katastrálním území můžeme najít i Mlýnský rybník, jenž se využívá k chovu ryb. Na území obce se nachází přírodní památka Jersínská stráň, která je chráněná pro zachovalý fragment suchomilných travinobylinných společenstev s výskytem kriticky ohroženého rostlinného taxonu a dalších ohrožených druhů rostlin a bezobratlých živočichů.

## Obyvatelstvo
Stojí tu 75 domů. Z celkového počtu obyvatel se 143 hlásí k náboženské víře. Podle sčítání obyvatelstva 1930 tu žilo 348 katolíků a jeden člověk jiného vyznání. Obec spadá pod farnost v Měříně.
| Rok            | 1850 | 1869 | 1880 | 1890 | 1900 | 1910 | 1921 | 1930 | 1950 | 1961 | 1970 | 1980 | 1991 | 2001 | 2021 |
| Počet obyvatel | 289  | 320  | 357  | 348  | 327  | 316  | 323  | 349  | 288  | 273  | 265  | 233  | 206  | 197  | 188  |

## Obecní správa a politika
Jersín je členem Dobrovolného svazku obcí Mikroregionu Polensko a místní akční skupiny Českomoravské pomezí.
Obec má pětičlenné zastupitelstvo, v jehož čele stojí starosta Luboš Štěpnička. Ve volbách roku 2010 kandidovali pouze Nezávislí kandidáti Jersín. Volební účast činila 56,97 %.
| Období    | Voliči | Účast v % | Mandáty | Výsledky                     | Starosta        |
| --------- | ------ | --------- | ------- | ---------------------------- | --------------- |
| 2006–2010 | 155    | 70,32     | 5       |                              | Luboš Štěpnička |
| 2010–2014 | 165    | 56,97     | 5       | 5 Nezávislí kandidáti Jersín | Luboš Štěpnička |
| 2014–2018 | 157    | 56,69     | 5       | 5 Nezávislí kandidáti Jersín | Luboš Štěpnička |

## Hospodářství a doprava
Sídlí tu firma na výrobu hydraulických a řezných olejů OLEA CZ s.r.o., dále pak firmy TRADE-REAL-CONSULT, s.r.o, SELMA a.s. a BIONA JERSÍN s.r.o. Okolní půdu obdělává Zemědělské hospodářské družstvo Jersín. Funguje tady obchod se smíšeným zbožím, zdravotní středisko a úřadovna České pošty. Dálnice D1 stojí 1 km od obce. Jersínem prochází silnice III. třídy 3515 z Nadějova, východně od obce vede komunikace III. třídy č. 34823 do Arnolce. Dopravní obslužnost zajišťují dopravci ICOM transport a ZDAR. Autobusy jezdí ve směrech Jihlava, Jamné, Nadějov, Polná, Bohdalov, Žďár nad Sázavou, Arnolec, Měřín a Velké Meziříčí.

## Školství, kultura a sport
Mateřská škola Jersín má kapacitu 25 dětí. Místní děti dojíždějí do základní školy v Měříně. Ve víceúčelové budově sídlí obecní úřad a místní knihovna. V přízemí zbudovali hasičskou zbrojnici, jenž se určena pro zdejší sbor dobrovolných hasičů založený roku 1892.

## Pamětihodnosti

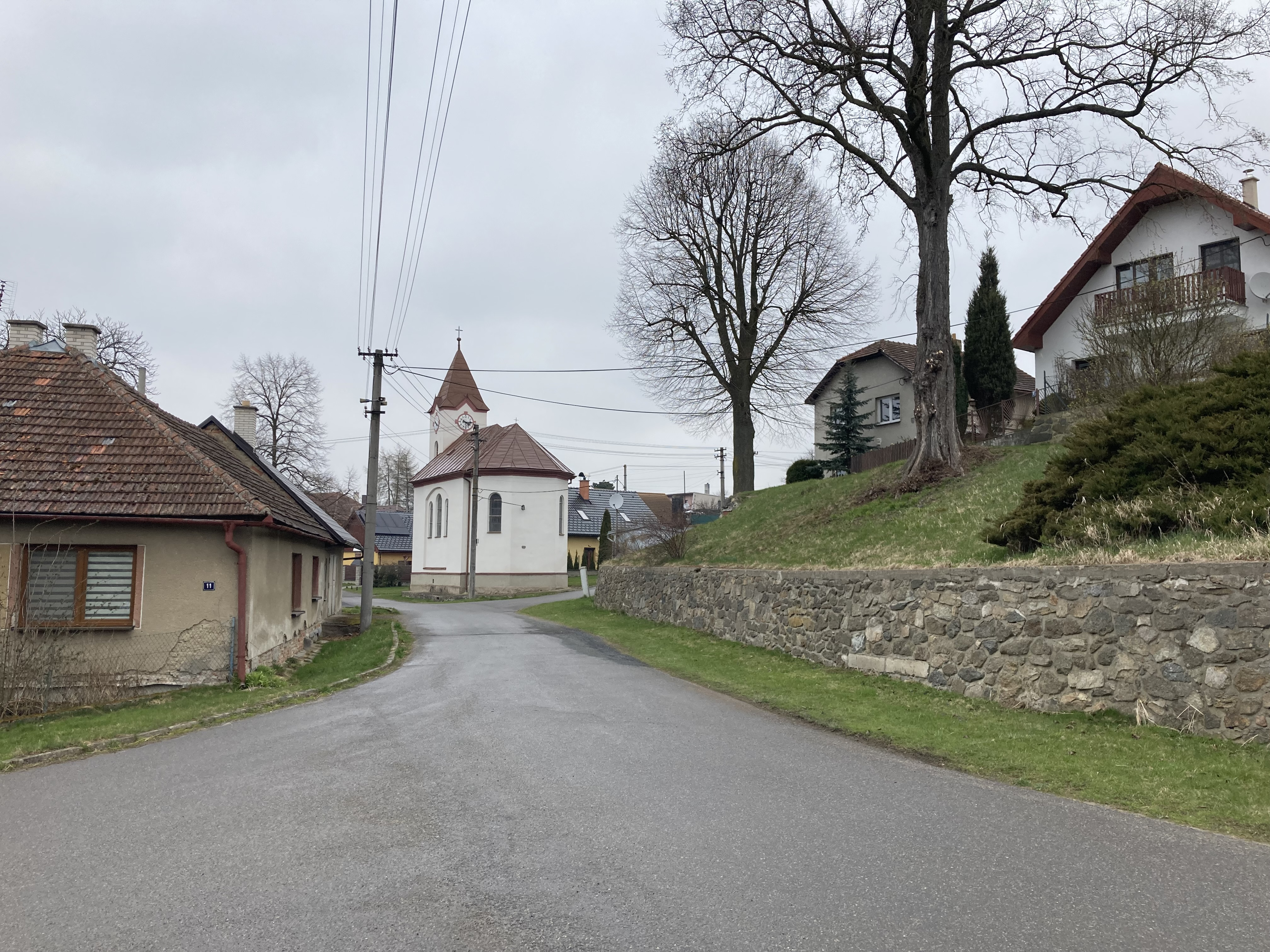
Kaple sv. Anny

- Kaple sv. Anny s hodinami na věži stojí na návsi, na svátek svaté Anny drží místní v obci pouť.[19] Stavba pochází z let 1907–1911.[20]
- Kaplička Panny Marie – vystavěna roku 1880[20]
- Socha sv. Cyrila a Metoděje – nachází se na návsi u kaple svaté Anny, pochází z roku 1868[20]
- Kamenné kříže – jeden z nich pochází z roku 1912 a stojí nedaleko návsi, několik dalších stojí v blízkém okolí